# Бобаль Матвій Матвійович
Матві́й Матві́йович Бо́баль (нар. 27 травня 1984, Ужгород) — український футболіст, що виступав на позиції нападника, та військовий.

## Футбольна кар'єра
Вихованець ДЮСШ «Закарпаття» (Ужгород) і Львівського спортінтернату. Навчався в Ужгородському національному університеті. Тренером Бобаля у дитячо-юнацькій школі був Михайло Іваниця. Потім вчився у Львівському спортінтернаті (теперішнє Львівське училище фізкультури), крім того був у структурі клубів «Ковель-Волинь» та «Шахтар» (Донецьк).
15-річний Матвій дебютував у чемпіонатах України у складі першолігового «Закарпаття» (Ужгород) 20 березня 2000 року, замінивши Романа Марича у грі проти СК «Миколаїв», Бобаль відіграв у цій грі 7 хвилин. Влітку 2000 року провів 3 матчі за «Перечин» в аматорському чемпіонаті України.
2001 року перейшов у київський ЦСКА, який тоді тренував Михайло Фоменко, але розкритися в армійському клубі Бобалю не вдалося і він грав за ЦСКА-2 у Першій лізі.
У 2004 році перейшов до сімферопольської «Таврії». У команді Анатолія Заяєва провів два матчі — проти «Кривбасу» та «Волині». Так і не закріпившись у складі команди надалі грав за менш статусні кримські клуби «Кримтеплиця» та «ІгроСервіс». У складі других став найкращим бомбардиром чемпіонату Першої ліги у сезонах 2006/07 (16 м'ячів) та 2007/08 (24 м'ячі) років. Крім того після закінчення першої частини Першої ліги 2008/09 Бобаль також очолював список найкращих бомбардирів (16 голів, з урахуванням двох м'ячів, забитих «Комунальнику», який знявся зі змагань). В «ІгроСервісі» став найкращим бомбардиром з 54 голами в Першій лізі.
Втім втретє поспіль стати найкращим бомбардиром Бобаль не зумів, оскільки на початку 2009 року повернувся до «Таврії», підписавши дворічний контракт. Але і цього разу у складі сімферопольців Бобаль заграти не зумів, тому влітку 2010 року перейшов до першолігового «Закарпаття».
У 2011 році грав за «Дачію» з Кишинева, за яку провів 7 матчів і забив 3 голи у чемпіонаті Молдови. Також провів 2 гри за «Дачію-2» (Буюкань) у другому дивізіоні країни.
У березні 2012 року підписав контракт із «Полтавою», однак за клуб так і не зіграв через те що у сезоні 2011/12 вже грав за два клуби і у складі третього зіграти не міг. Влітку 2012 року перейшов до МФК «Миколаєва».
На початку 2013 року став гравцем «Жемчужини» (Ялта). У новій команді Бобаль в першій же грі забив гол, зрівнявши рахунок на 88-й хвилині домашньої гри з хмельницьким «Динамо». Загалом провів за команду 6 ігор Другої ліги. Потім виступав за аматорський словацький клуб «Собранце».
Після окупації Криму Росією переїхав на півострів і грав у місцевому чемпіонаті за клуби «ТСК-Таврія» і «Бахчисарай».
Надалі грав за аматорські українські клуби «Минай», «Ужгород», «Середнє» та «Самбір», а також словацькі нижчолігові клуби «Вельке-Ревіштья», «Агро» (Палін) та «Собранце».

## Військова кар'єра
Як повідомив журналіст Роман Сенишин, у 2024 році Матвій Бобаль був мобілізований до лав ЗСУ. Він служить у 225-му окремому штурмовому полку, де займається евакуацією поранених. Улітку 2025 року отримав контузію та осколкові поранення рук та ноги.

## Приватне життя
Батько футболіста, також Матвій Матвійович Бобаль, виступав, зокрема, за «Динамо» (Київ) і «Карпати» (Львів).
Одружений. Дружина Варвара — із Сімферополя.

## Титули та досягнення
- Чемпіон Всесвітньої Універсіади: 2009.
- Найкращий бомбардир першої ліги чемпіонату України (2): 2006/07 (16 м'ячів), 2007/08 (23 м'ячі).